# コケノコギリ
コケノコギリ (学名：Wattsia mossambica) は、フエフキダイ科に分類される魚類の一種。インド洋と西太平洋に分布する。コケノコギリ属 (学名：Wattsia) は単型。

## 分類と名称
コケノコギリ属は1972年に W. L. Y. Chan と Roy M. Chilvers によって、初めて単型属として記載された。その唯一の種であるコケノコギリは、1957年に南アフリカの魚類学者である James Leonard Brierley Smith によって Gnathodentex mossambicus として記載され、そのタイプ産地はモザンビークのピンダであった。ヨコシマクロダイ亜科に分類されることもあるが、『Fishes of the World』第5版ではフエフキダイ科に亜科を認めていない。従来スズキ目に分類されていたが、『Fishes of the World』第5版では、タイ目に分類されている。属名は水路学者である J. C. D. Watts への献名で、種小名はタイプ産地に由来する。

## 分布と生息地
東アフリカのモザンビークから、セーシェル、モルディブ、スリランカ沖、東はフィジー、北は日本、南はオーストラリアまで、インド太平洋に分布する。水深100 - 180 mの大陸棚外縁に生息し、水深290 mで捕獲されたこともある。

## 形態
体長は体高の二倍で、体はほぼ菱形である。背鰭は10棘と10軟条から、臀鰭は3棘と10軟条から成る。胸鰭基部に鱗は無い。歯は外側に円錐形の歯を備えた単一の細い剛毛状の歯帯であり、中程度の大きさの犬歯が上顎前部に4本、下顎に6本ある。上顎骨の外面には水平な鋸歯状の隆起がある。尾鰭は二叉し、先端は丸い。体色は黄色がかった銀灰色で、縞模様や斑点が入ることもある。唇と鰭は黄色で、鰭には茶色の斑点が入ることもある。胸鰭基部には黒い帯がある。全長は通常35 cmで、最大55 cmに達する。

## 人との関わり
延縄や底引き網、釣りで漁獲される。メラネシアでは漁獲されるフエフキダイ科の半分以上を占める。